# Айяс (Италия)
Айя́с (фр. Ayas, франкопров. Ayâs / Ayas / Ayah, алем. нем. Ajàts) — коммуна в Италии, располагается в верхней части одноименной долины, в автономном регионе Валле-д’Аоста.
Население составляет 1335 человек (2008 г.), плотность населения составляет 10 чел./км². Занимает площадь 129 км². Почтовый индекс — 11020. Телефонный код — 0125.
Покровителем коммуны почитается святитель Мартин Турский, празднование 11 ноября.

## География
Главный населенный пункт коммуны Айяс составляют три деревни: Сен-Жак (фр. Saint-Jacques), Антаньо́ (фр. Antagnod) и Шамполю́к (фр. Champoluc).

## Демография
Динамика населения:

## Галерея
- Вид на деревню Антаньо (фр. Antagnod)
- Фасад храма в Антаньо[фр.] (пл. François-Marie Dandrès)
- Страшный суд на фасаде храма в Линьо (фр. Lignod)